# Hodeida (província)

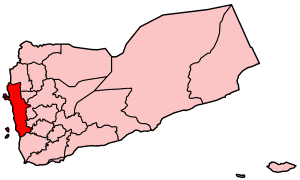
Localização no Iêmen

Hodeida (em árabe: الحديدة) é uma província (mohafazah) do Iêmem. Em janeiro de 2004 possuía uma população de 2 161 379 habitantes. Sua capital é Hodeida.